# 利丁厄

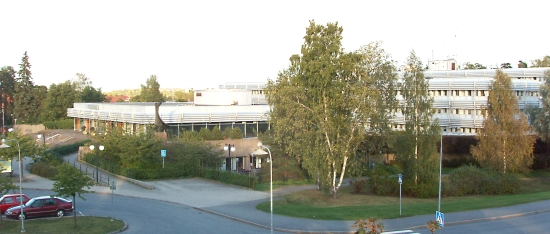
利丁厄市政厅

利丁厄（瑞典語：Lidingö）是一个位于瑞典斯德哥尔摩东北部斯德哥尔摩群岛内部的一个岛屿。2010年时利丁厄城区的居民数量为31,561人。利丁厄城是斯德哥尔摩省利丁厄市镇的治所。
利丁厄优良的地理环境吸引了很多名人来此居住，例如ABBA乐队中的比约恩·奥瓦尔斯和昂内塔·费尔特斯科格。